# Anno Domini

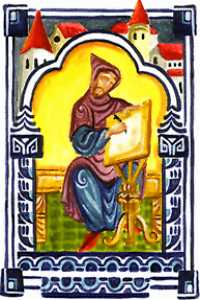
Римський ігумен, скіфський монах Діонісій Малий (Dionysius Exiguus). Tres Riches Heures du Duc de Berry

Anno Domini, AD, A.D. (лат. «року Божого») — загальноприйнятий у християнській системі хронології вислів, який позначає дати після Різдва Христового.

## Сутність терміна
Повністю фраза звучить: лат. Anno Domini Nostri Iesu Christi (в рік Господа нашого Ісуса Христа). За таким літочисленням нульового року немає, тому 1 рік AD (нової ери) йде відразу ж після 1 року до Різдва Христового (до нової ери).

## Історія
У 525 році, один з представників «скіфських ченців» Діонісій Малий (Dionysius Exiguus) запропонував рахувати роки від Різдва Христового. Ця система стала стандартною в Західному світі після введення її англійським істориком Бідом у VIII столітті.